# Sân bay João Paulo II
Sân bay João Paulo II (IATA: PDL, ICAO: LPPD), là một sân bay đặt tên theo Giáo hoàng John Paul II. Sân bay này nằm ở đảo São Miguel, khoảng 3 km về phía tây của thành phố Ponta Delgada trên Açores của Bồ Đào Nha. Về số lượt chuyến, đây là sân bay bận rộn nhất ở Azores và là sân bay lớn thứ 4 do ANA Aeroportos de Portugal quản lý. Sân bay này được xây năm 1995. Năm 2005, sân bay này đã phục vụ 873.500 lượt khách.
Đây là trung tâm của hãng hàng không SATA Air Açores và SATA International.

## Các hãng hàng không và các tuyến điểm
- Airberlin (Nuremberg bắt đầu tháng 10)
- Finnair (Helsinki)
- SATA Air Açores (Corvo Island, Flores Island, Graciosa Island, Horta, Pico Island, Santa Maria, São Jorge Island, Terceira)
- SATA International (Amsterdam, Boston [public charter], Dublin, Faro, Frankfurt, Funchal, Horta, Lisbon, London-Gatwick, Madrid, Manchester, Montreal, Providence, Porto, Santa Maria, Terceira, Toronto-Pearson)
- Scandinavian Airlines System (Oslo, Stavanger)
- Skyservice (Toronto-Pearson)
- Sterling Airlines (Billund, Copenhagen, Oslo)